# Британська Гвіана (поштова марка)

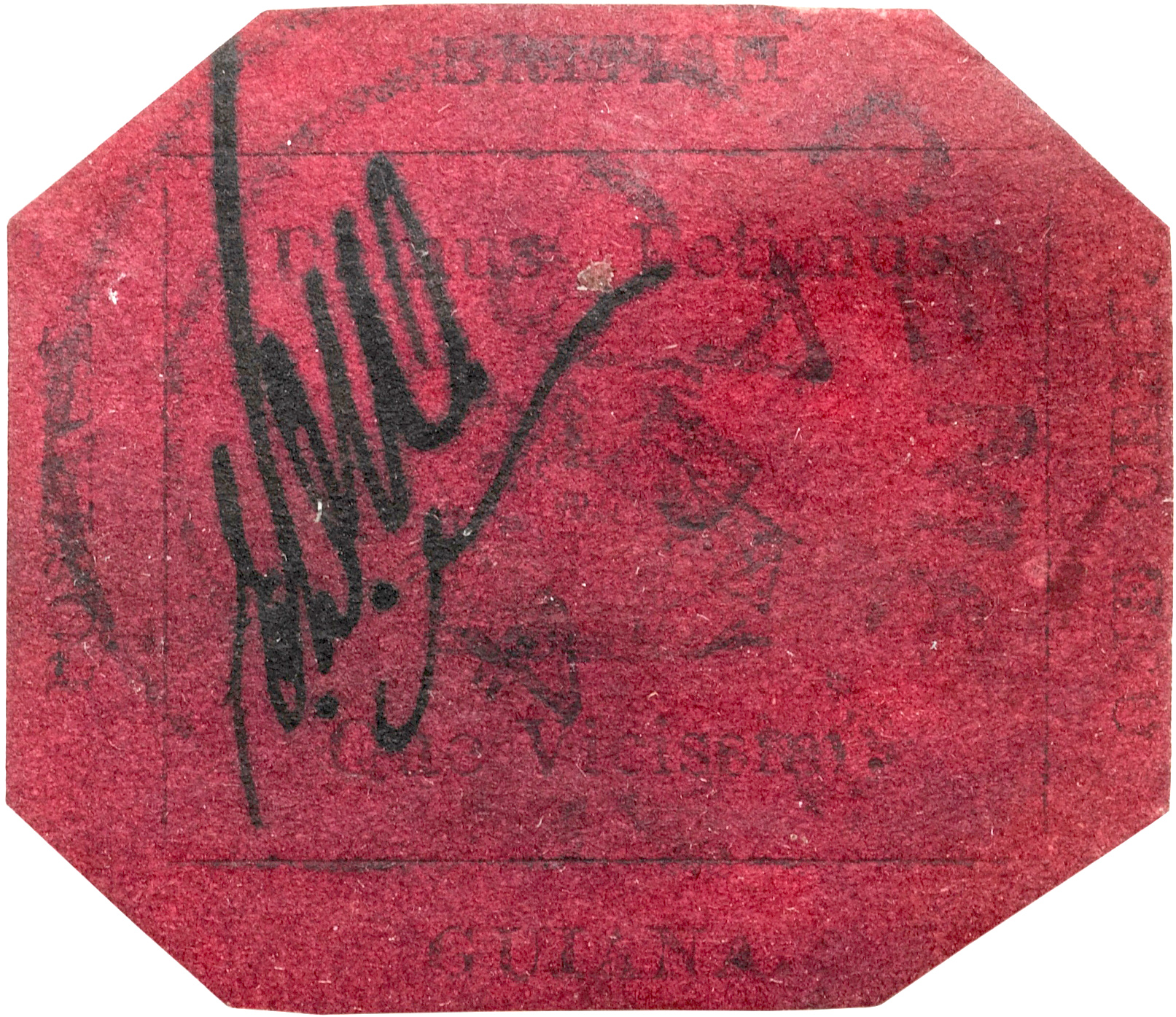
Одноцентова марка рожева Британська Гвіана 1856 року

Британська Гвіана, також відома як Одноцентова рожева Британська Гвіана (англ. The British Guiana One-Cent Black on Magenta) — поштова марка номіналом 1 цент, філателістичний раритет, випущений 1856 року обмеженим накладом у місті Джорджтаун у Британській Гвіані (нині Гаяна).
Вважається найрідкіснішою поштовою маркою у світі, оскільки вона збереглася в єдиному екземплярі. Через свою рідкісність також вважається найдорожчою поштовою маркою у світі, яка неодноразово оновлювала рекорд вартості. Поточним власником марки є американський підприємець Стюарт Вайцман, який придбав її 2014 року на аукціоні Sotheby's за $9,48 млн.

## Опис

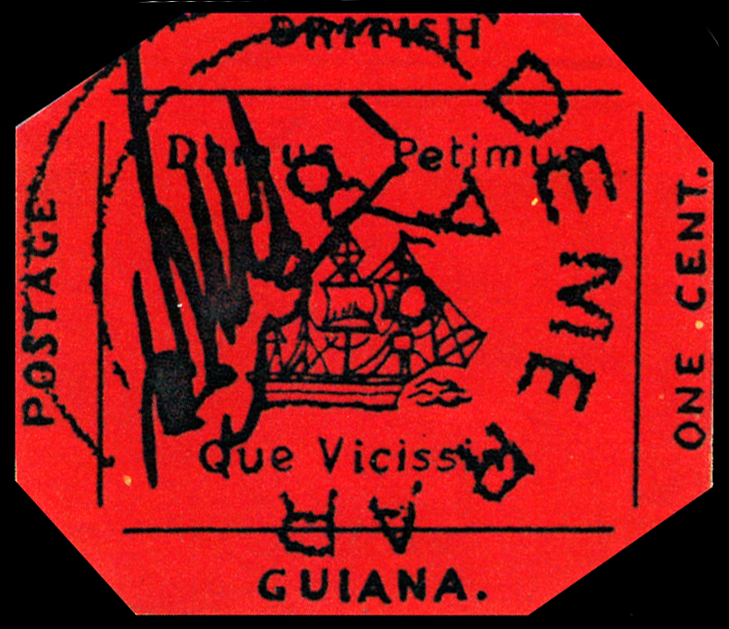
Реконструкція Британської Гвіани

Одноцентова Британська Гвіана являє собою шматок рожевого паперу восьмикутної форми завдовжки 29 та завширшки 26 мм. Свою поточну форму марка набула у результаті необережного вирізання одним зі своїх ранніх власників, хоча оригінально вона мала звичну прямокутну форму.
У центрі марки зображено трищогловий барк, над і під яким міститься гасло Британської Гвіани Damus Petimus Que Vicissim (у перекладі з латини — Ми даємо і сподіваємося отримати навзаєм). По боках від віньєтки розміщено написи англійською: ліворуч POSTAGE — поштовий збір, праворуч ONE CENT. — один цент (вартість марки), вгорі BRITISH, знизу GUIANA. — назва колонії.

### Відмітки
Марка Британська Гвіана має низку відміток на лицьовому та зворотному боці. Так, на лицьовій стороні містяться чітка рукописна позначка E D W — ініціали поштового клерка Едмонда Д. Вайта (англ. Edmond D. Wight), а також фрагмент поштового штемпеля з датою AP 4 1856 (4 квітня 1856 року) та написом DEMERARA (Демерара — історична назва колонії).
На зворотному боці марки розміщено відмітки колишніх власників одноцентовика. Окреслений трилисник — відмітка Філіппа фон Феррарі, 17-кутна зірка — відмітка Анни Гінд, зірка, що падає — позначка Фредеріка Смолла, FK (нанесено простим олівцем) — ініціали брокера Фінбара Кенна, який був посередником при купівлі марки Фредеріком Смоллом, IW (нанесено простим олівцем) — ініціали Ірвіна Вайнберга, JEdP — ініціали Джона Дюпона.
2014 року під час інфрачервоного дослідження марки Національним поштовим музеєм США при Смітсонівському Інституті під 17-кутною зіркою Анни Гінд було виявлено зображення чотирилисної конюшини — позначки, що належала її чоловіку та попередньому власнику марки Артуру Гінду.